# حسن الصيفي
حسن الصيفي (13 يناير 1927 - 25 مارس 2005)، مخرج ومنتج وكاتب مصري،  قدم للسينما المصرية ما يقارب من 150 عمل فني سواء بالإخراج أو التأليف أو الإنتاج.

## مسيرته الفنية
بدأ حياته الفنية عام 1946 وعمل مساعدًا للعديد من المخرجين، أبرزهم: حلمي رفلة وأنور وجدي. أسس شركة سينمائية للإنتاج عام 1952، وكان أول عمل له فيلم «اشهدوا يا ناس»، وتبعها بإخراج عشرات الأفلام، من أهمها: «سمارة» الذي قامت ببطولته الفنانة تحية كاريوكا، وقد حقّق أرقامًا قياسية في الإخراج السينمائي، حتى أنه في الستينيات قام بإخراج أربعة أفلام في عام واحد.
أخرج ستة عشر فيلما لإسماعيل ياسين في فترة نجوميته (انظر أدناه). ومن أفلامه الكوميدية لغير إسماعيل ياسين: «شنطة حمزة»، «أشجع رجل في العالم»، إلى جانب أفلام ثلاثي أضواء المسرح ولسمير غانم بشكل منفصل.
ومن أهم أعماله السينمائية: «خطف مراتي»، «ابن ذوات»، «الحبيب المجهول»، «حبيبي الأسمر»، «جمعية قتل الزوجات»، «مبكي العشاق»، «الزوج العازب»، «ممنوع في ليلة الدخلة»، «الأخوة الغرباء»، وغيرها.
قام بتحويل المسلسلات الإذاعية إلى أفلام، ومنها «سمارة» و«توحة»، وفي السبعينيات ذهب إلى لبنان؛ حيث أخرج هناك عدة أفلام من بينها: «الصديقان»، «ليل الرجال».
آخر أفلامه السينمائية كان فيلم «لولاكي»، وآخر أعماله التليفزيونية مسلسل «عالم بدون أسرار».

### مع إسماعيل ياسين
كان حسن الصيفي متعاوناً مع إسماعيل ياسين في فترة نجومية الأخير، حيث أخرج الصيفي لإسماعيل ستة عشر فيلماً بين عامي 1953-1963، هذه الأفلام هي: اشهدوا يا ناس، نشالة هانم، ابن ذوات (1953)، عفريتة إسماعيل يس، بنت البلد، الظلم حرام (1954)، من القاتل؟، صاحبة العصمة (1956)، الكمساريات الفاتنات (1957)، أبو عيون جريئة (1958)، حسن وماريكا، المليونير الفقير (1959)، الترجمان، إسماعيل يس في السجن (1961)، ملك البترول (1962)، المجانين في نعيم (1963).

## حياته الشخصية
هو ابن القارئ محمد الصيفي، وزوج الفنانة زهرة العلا ووالد المخرجة منال الصيفي والمخرج عمرو الصيفي.

## أعماله

### إخراج
| - 1953: اشهدوا يا ناس - 1953: نشالة هانم - 1953: ابن ذوات - 1954: بنت البلد - 1954: خطف مراتي - 1954: عفريتة إسماعيل يس - 1954: الظلم حرام - 1955: الحبيب المجهول - 1955: عرايس في المزاد - 1956: من القاتل - 1956: سمارة - 1956: زنوبة - 1956: صاحبة العصمة - 1957: نهاية حب - 1957: الكمساريات الفاتنات - 1958: توحة - 1958: حبيبي الأسمر - 1958: أبو عيون جريئة - 1959: حسن وماريكا - 1959: قاطع طريق - 1959: احترسي من الحب - 1960: بنات بحري - 1960: الزوج المتشرد - 1960: النغم الحزين - 1961: حب وعذاب - 1961: الترجمان - 1961: إسماعيل يس في السجن - 1961: فطومة - 1962: الحقيبة السوداء - 1962: جمعية قتل الزوجات - 1962: ملك البترول | - 1962: اقتلني من فضلك - 1962: قاضي الغرام - 1963: المجانين في نعيم - 1964: من أجل حنفي - 1964: حكاية جواز - 1964: بنت الحتة - 1964: هارب من الزواج - 1965: الشقيقان - 1966: الزوج العازب - 1966: مبكى العشاق - 1966: غرام في أغسطس - 1967: اللقاء الثاني - 1967: العريس الثاني - 1967: شنطة حمزة - 1968: المليونير المزيف - 1968: أشجع رجل في العالم - 1968: ابن الحتة - 1969: سكرتير ماما - 1969: دلع البنات - 1969: نشال رغم أنفه - 1969: صراع المحترفين - 1970: المجانين الثلاثة - 1970: الصديقان - 1971: سبع الليل - 1972: وكر الأشرار - 1973: العنيد - 1974: رحلة العجائب - 1975: ممنوع في ليلة الدخلة - 1976: ليل الرجال - 1977: الزوج المحترم - 1978: سكة العاشقين - 1978: أولاد الحلال | - 1978: أحلى أيام العمر - 1979: نوع من النساء - 1980: البنات عايزة إيه - 1980: الإخوة الغرباء - 1982: رجل في سجن النساء - 1983: أنا مش حرامية - 1983: عضة كلب - 1983: شاطئ الحظ - 1984: حادي بادي - 1984: أنا اللي أستاهل - 1985: ملائكة الشوارع - 1985: سترك يا رب - 1985: مغاوري في الكلية - 1985: شيطان من عسل - 1986: ناس هايصة وناس لايصة - 1986: ابنتي والذئاب - 1987: بنات حارتنا - 1987: العرضحالجي في قضية نصب - 1988: بنت الباشا الوزير - 1989: حكاية لها العجب - 1989: حارة الحبايب - 1990: الأغبياء الثلاثة - 1990: انتبهوا أيها الأزواج - 1990: المطب - 1990: قسمة ونصيب - 1991: زمن الجدعان - 1991: مجرم رغم أنفه - 1991: نصف دسته مجانين - 1992: الدلالة - 1992: أزواج في ورطة - 1993: لولاكي |

### تأليف
| - 1953: ابن ذوات (سيناريو وحوار) - 1954: خطف مراتي (سيناريو وحوار) - 1954: عفريتة إسماعيل يس (سيناريو) - 1954: الظلم حرام (سيناريو) - 1955: عرايس في المزاد (سيناريو) - 1956: صاحبة العصمة (سيناريو وحوار) - 1959: قاطع طريق (سيناريو وحوار) - 1961: حب وعذاب (سيناريو وحوار) - 1968: أشجع رجل في العالم (سيناريو) | - 1968: ابن الحتة (سيناريو) - 1970: الصديقان (مؤلف) - 1972: وكر الأشرار (قصة وسيناريو وحوار) - 1974: رحلة العجائب (قصة وسيناريو وحوار) - 1980: الإخوة الغرباء (سيناريو) - 1982: رجل في سجن النساء (سيناريو وحوار) - 1983: أنا مش حرامية (سيناريو وحوار) - 1987: بنات حارتنا (سيناريو وحوار) - 1992: أزواج في ورطة (قصة وسيناريو وحوار) |

### إنتاج
| - 1956: سمارة - 1956: زنوبة - 1956: صاحبة العصمة - 1958: حبيبي الأسمر - 1958: إسماعيل يس طرزان - 1959: احترسي من الحب - 1964: بنت الحتة - 1966: الزوج العازب - 1966: مبكى العشاق - 1967: شنطة حمزة | - 1968: المليونير المزيف - 1968: ابن الحتة - 1969: نشال رغم أنفه - 1970: المجانين الثلاثة - 1972: وكر الأشرار - 1974: رحلة العجائب - 1982: رجل في سجن النساء - 1987: العرضحالجي في قضية نصب - 1989: حكاية لها العجب |

## وصلات خارجية
- حسن الصيفي على موقع IMDb (الإنجليزية)
- حسن الصيفي على موقع الدهليز
- حسن الصيفي على موقع قاعدة بيانات الأفلام العربية
- حسن الصيفي على موقع ألو سيني (الفرنسية)
- حسن الصيفي على موقع كينوبويسك (الروسية)